# Barbara Morgan
Barbara Radding Morgan (28. november 1951) – Amerikansk lærer og senere astronaut fra Californien. Hun var udvalgt som backup for Christa McAuliffe i NASA's program Teacher in Space i 1985. I 1998 blev hun udvalgt som astronaut hos NASA.

## Educator Astronaut Project
Educator Astronaut-projektet afløste Teacher in Space-projektet, som blev aflyst efter Challenger-ulykken. Den amerikanske rumfartsadministration NASA ville ikke længere have civile om bord på rumfærgerne. I 1990 blev projektet genoptaget med nyt navn (Educator Astronaut Project) og nye kriterier, et af kriterierne var at deltagerne skulle være uddannede astronauter. Barbara Morgan deltog, efter fuldført astronautuddannelse, i STS-missionen STS-118 i 2007.